# Keep Talking and Nobody Explodes
Keep Talking and Nobody Explodes è un videogioco rompicapo multigiocatore sviluppato da Steel Crate Games e pubblicato il 16 luglio 2015. 
L'obiettivo del gioco è quello di disinnescare una bomba.
Nel 2016 ha vinto il premio per la categoria Excellence in Design all'Independent Games Festival. 

## Modalità di gioco

Una delle bombe contenute nel tutorial, con 4 moduli da disinnescare

Si tratta di un videogioco cooperativo per due o più giocatori, dove l'obiettivo è quello di disinnescare una bomba generata casualmente dal computer. Un giocatore riveste il ruolo dell'artificiere e gioca al computer, mentre gli altri giocatori sono gli esperti, i quali non possono vedere direttamente la bomba e utilizzano il "Manuale Disinnesco Bombe" per guidare l'artificiere nel disinnesco. L'unico mezzo di comunicazione consentito è via voce, l'artificiere quindi non può leggere direttamente il manuale e agli esperti non è consentito guardare l'ordigno.
Ogni bomba consiste in una serie di moduli indipendenti tra loro (fino ad un massimo di 11) e in un timer. L'artificiere deve descrivere i moduli agli esperti, i quali utilizzando il manuale lo guideranno passo passo nella disattivazione di ogni modulo entro lo scadere del tempo e commettendo un certo numero limite di errori che varia da bomba a bomba. Se il tempo scade o si supera il numero limite di errori, la bomba esplode.